# Tidningsförlag
| Tidningsförlag                                                                            |
| ----------------------------------------------------------------------------------------- |
| - Betydelse – förlag (företag) med utgivning av tidningar - Relaterat begrepp – bokförlag |

Ett tidningsförlag är en utgivare av en eller flera tidningar eller andra periodiska publikationer. Man kan vara fristående och ofta knuten till en viss titel eller del av ett större företag. Historiskt har tidningsförlag ofta även ägnat sig åt utgivning av böcker (se vidare bokförlag). På 2000-talet har större tidningsförlag ofta intressen även in etermedier eller verksamheter på Internet.
Stora tidningsägare kan inkludera politiska partier (se A-pressen eller Centertidningar). Detta är delvis på grund av tidningarnas betydelse som opinionsbildare i samhället.
Vissa tidningskoncerner har ursprung i familjeföretag som vuxit. I Sverige finns både inom riks- och region-/lokalpress många exempel på familjestyrda tidningar och tidningsförlag, som Bonniers (Dagens Nyheter, Expressen med flera), Stampen (familjen Hjörne) och Herenco).